# Susan Cabot
Susan Cabot, właśc. Harriet Shapiro (ur. 9 lipca 1927 w Bostonie, zm. 10 grudnia 1986 w Los Angeles) – amerykańska aktorka sceniczna, filmowa i telewizyjna.

## Biografia[1]
Urodziła się jako Harriet Shapiro w rodzinie rosyjskich Żydów w Bostonie w 1927 roku. Dorastała w aż ośmiu rodzinach zastępczych. Osiedliła się w Nowym Jorku, gdzie ukończyła szkołę (była członkiem szkolnego kółka dramatycznego). Marzyła o karierze aktorki. Początkowo jednak zajmowała się ilustrowaniem książek dla dzieci i śpiewaniem w lokalnych pubach. Grywała też małe rólki w programach telewizyjnych. W 1947 roku zagrała epizodyczną role w filmie Pocałunek śmierci.
W 1950 roku została dostrzeżona w Village Barn przez Maxa Arnowa, dyrektora obsadowego w Columbii, który dał jej rolę w filmie „On the Isle of Samoa” (1950). Po tym występie, Cabot przeniosła się do z Nowego Jorku do Hollywood, gdzie podpisała kontrakt z Universal International. Grała głównie w westernach i filmach „orientalnych”. Próbowała też sił jako aktorka sceniczna. W 1959 roku porzuciła duży ekran, dzieląc swój czas między TV, śpiewanie i grę na scenie.
W 1968 roku poślubiła drugiego męża, aktora Michaela Romana, z którym miała jednego syna, Timothy’ego Scotta Romana. Małżeństwo zakończyło się rozwodem.
10 grudnia 1986 roku, Timothy Scott Roman, który cierpiał na karłowatość i problemy natury psychologicznej, pobił matkę na śmierć w swoim domu w Los Angeles. Oskarżony o nieumyślne spowodowanie śmierci, otrzymał trzyletni wyrok w zawieszeniu.

## Filmografia wybrana
- 1959: Surrender – Hell! jako Delia
- 1959: Kobieta-pszczoła (The Wasp Woman) jako Janice Starlin
- 1958: Fort samobójców (Fort Massacre) jako Indianka Paiute
- 1958: Machine-Gun Kelly jako Flo
- 1958: Wojna satelitów (War of the Satellites) jako Sybil Carrington
- 1957: Sorority Girl jako Sabra Tanner
- 1957: The Saga of the Viking Women and Their Voyage to the Waters of the Great Sea Serpent jako Enger
- 1957: Carnival Rock jako Natalie Cook
- 1954: Ride Clear of Diablo jako Laurie Kenyon
- 1953: Gunsmoke jako Rita Saxon
- 1952: Bitwa na przełęczy Apaczów (The Battle at Apache Pass) jako Nono
- 1952: Pojedynek nad Silver Creek jako (The Duel at Silver Creek) jako Jane ‘Dusty’ Fargo
- 1951: Tomahawk jako Monahseetah
- 1951: Flame of Araby jako Clio
- 1950: On the Isle of Samoa jako Moana
- 1947: Pocałunek śmierci (Kiss of Death) jako klientka restauracji (niewymieniony w czołówce)